# حق وردي (قرة باشلو)
حق وردي (بالفارسية: حق وردی) هي قرية تقع في إيران في خراسان رضوي. يقدر عدد سكانها بـ 152 نسمة بحسب إحصاء 2016.